# Physiographe
Le terme physiographe désigne plusieurs appareils.

## Optique
Le physiographe inventé par deux physiciens Delapierre et Vesque dans les années 1880, est une chambre claire servant à la réalisation de dessins. L'appareil est composé de deux tiges et d'un pied, l'une des tiges se fixe dans le pied, l'autre au sommet de la première tige horizontalement. Cette dernière porte à l'une de ses extrémités un orifice contenant la chambre claire. En regardant par cet orifice, on voit sur le plan de travail la projection de l'objet à dessiner. La mise au point est possible en déplaçant la tige horizontale le long de la tige verticale.
Dans les années 1900 le Physiographe Bloch est un appareil photographique ressemblant à des jumelles permettant de prendre en photo une personne située à 45° de l'axe de vision du photographe. Ce dernier semble observer le paysage alors qu'il prend un cliché du sujet. Il utilise le même principe optique que le physiographe de Delapierre et Vesque.

## Électronique
Le physiographe est un appareil électronique permettant d'enregistrer des phénomènes de nature physiologiques et biologiques comme un cardiogramme ou un encéphalogramme.

## Source
- Le Physiographe sur Le Conservatoire numérique des Arts & Métiers